# Eugène-François Vidocq

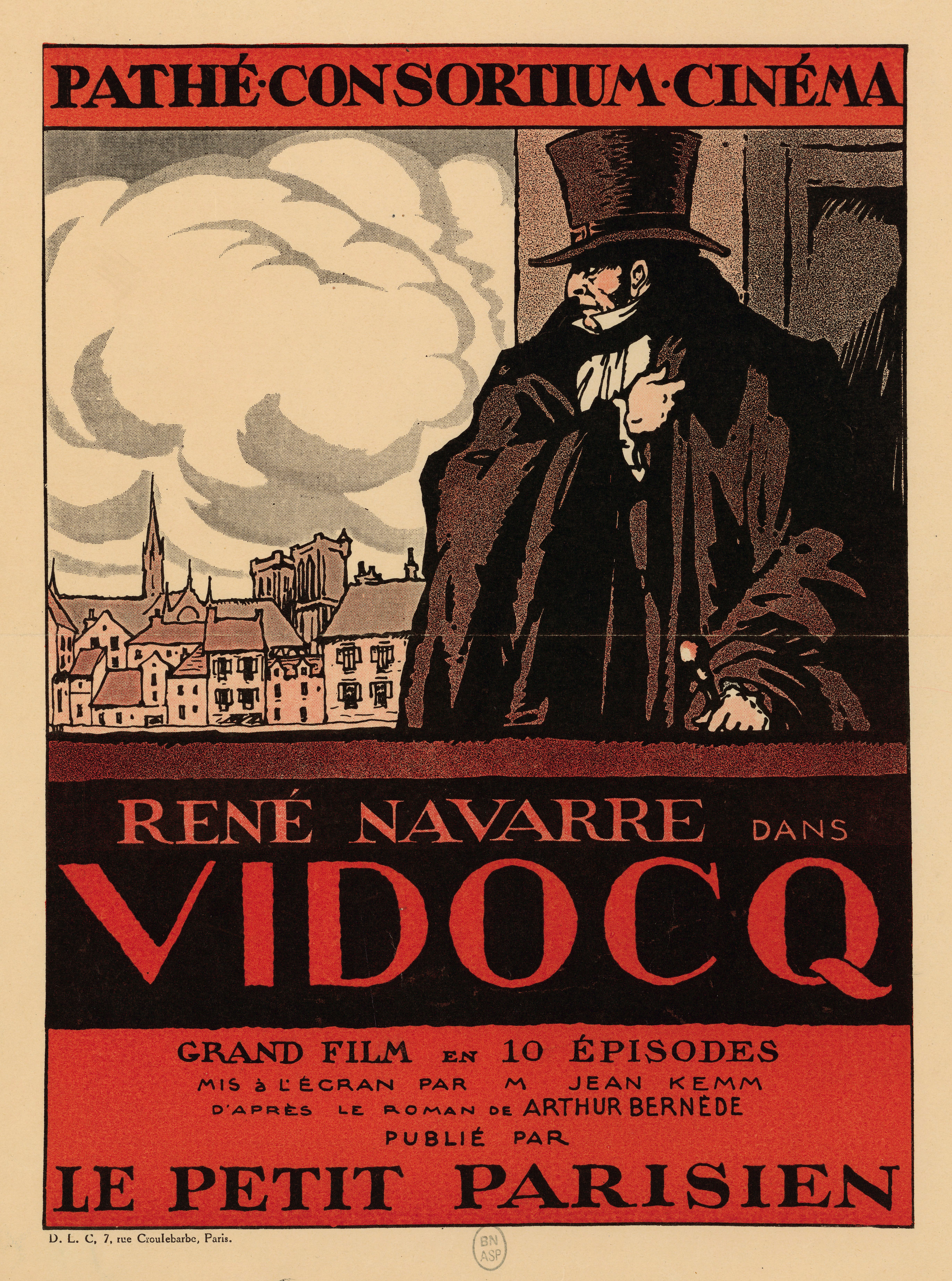
René Navarre al film Vidocq

Eugène-François Vidocq (23 de juliol de 1775 – 11 de maig de 1857) va ser el primer director de la Sûreté Nationale ('Seguretat Nacional') i un dels primers investigadors privats. La figura de Vidocq, que va tenir un passat delictiu, va inspirar Victor Hugo per als dos personatges principals de la novel·la Els miserables, a Edgar Allan Poe i a Honoré de Balzac.

## Biografia
La majoria de les informacions sobre la vida de Vidocq provenen de la biografia escrita per un escriptor negre. Segons aquesta biografia, Vidocq va néixer a Arràs, el 23 de juliol de 1775. El seu pare va ser forner.
Quan tenia 14 anys, Vidocq va robar una mica de diners de la fleca dels seus pares i va fugir de la ciutat. Planejava navegar a Amèrica però va perdre tots els diners i va haver d'allistar-se en el Regiment de Bourbon a l'any següent.
Soldat poc exemplar, va afirmar després que havia lluitat en 15 duels. Durant la guerra amb Àustria va accedir al cos de granaders, infanteria d'elit en aquell moment. En 1792, Vidocq va agredir el seu oficial superior quan aquest va refusar participar en un duel amb ell. Copejar un oficial superior suposava la pena capital, per la qual cosa Vidocq va desertar i va tornar a Arràs.
La Revolució francesa estava en auge. Vidocq va afirmar que havia salvat dos nobles però va ser capturat i va haver d'afrontar la mateixa destinació (guillotina). El seu pare va demanar ajuda a la família Chevalier. Vidocq es va enamorar de la seva filla, Louise, i s'hi va casar quan aquesta va afirmar que estava encinta, cosa que va resultar ser falsa. Quan es va adonar que ella tenia un romanç amb un oficial, va marxar a Brussel·les, on va adquirir un passaport fals amb el nom de Rousseau. A Bèlgica va festejar una baronessa de bastanta edat, i va acabar unint-se a una banda de criminals.
Es va traslladar a París, on va gastar els diners en festes i prostitutes, tornant a actuar de bandit i sent arrestat en moltes ocasions, malgrat que va aconseguir escapar en totes elles. També va ser contrabandista. Quan es va rendir per netejar el seu nom, va ser arrestat i condemnat a vuit anys de treballs forçats. Va ser traslladat a una galera però va escapar una altra vegada usant una disfressa.
El 1798 va marxar als Països Baixos i va treballar en un buc amb patent de cors atacant naus angleses. A Oostende, va ser detingut una altra vegada i enviat a Toló. Va aconseguir a escapar amb ajuda d'un altre criminal i va tornar a Arràs, on es va mantenir ocult fins a l'any 1800.
El 1801 es va convertir en l'amant de la filla d'un comte, fent-se passar per austríac. Amb ella es va traslladar a Rouen, on va estar dos anys, fins que les autoritats el van trobar una altra vegada. Va haver d'escapar a Boulogne, on es va unir a una tripulació de corsaris i va tornar a atacar bucs anglesos (en aquella època es desenvolupaven les guerres napoleòniques a Europa). Tanmateix, un company va informar les autoritats a Boulogne i Vidocq va ser arrestat novament i traslladat a una presó a Douai.
A Douai, el Procurador General Ransom va convèncer Vidocq perquè apel·lés i sol·licités un nou judici. Vidocq va estar esperant cinc mesos, temps després del qual va tornar a fugir. Durant aquest període, la seva esposa Louise li va demanar el divorci.
Vidocq va provar de viure com un comerciant al Faubourg Saint-Denis, però un any després va anar novament a presó. Havia intentat treballar com a mestre, però un tracte inadequat amb les seves alumnes més adultes en provocaria l'expulsió del poble.
El maig de 1809, amb la promesa d'amnistia, Vidocq va oferir els seus serveis a la policia de París com a infiltrat. L'inspector Henry el va reptar al fet que escapés de la guàrdia i tornés per provar la seva sinceritat, com així va fer.
Vidocq va començar a treballar com a informador que escoltava d'altres empresonats quan parlaven entre ells. Després de dotze mesos, la policia en va arranjar la fugida perquè pogués treballar com a informador fora de la presó. Quan la classe criminal començava a sospitar, prenia altres identitats i es disfressava. Una vegada va ser reclutat per matar-se a si mateix.
Finalment, Vidocq va suggerir la formació de la unitat de policia anomenada Brigade de Sûreté ('Brigada de Seguretat') que més tard es va convertir en la Sûreté Nationale ('Seguretat Nacional'). Comandava dotze detectius, dels quals molts havien estat criminals com ell. El 1817 va efectuar 811 arrestos. La seva renda anual va ser de 5.000 francs i també treballava gratuïtament com a investigador privat.
El 1814, al començament de la Restauració francesa, Vidocq i la Sûreté van tractar de controlar la situació a París. També van actuar contra els que s'aprofitaven de la situació postrevolucionària per a reclamar falsos títols aristocràtics que els havien estat arrabassats durant la Revolució.
La mare de Vidocq va morir el 1820, celebrant-se'n l'enterrament a la catedral de Notre-Dame de París. Aquest mateix any, Vidocq es va casar amb Jeanne-Victoire Guerin, qui va morir el 1824. Es va casar novament el 1830 amb Fleuride Maniez. Malgrat tot, va mantenir una reputació de seductor.
El 1824, després de ser coronat, el rei Carles X de França va convertir la policia en una arma política contra dissidents i rebels. Vidocq va ser acusat de tenir simpaties pels moviments bonapartistes. Un nou cap, Duplessis, en va forçar la renúncia arran d'una qüestió trivial. Sis anys més tard, el substitut de Duplessis, Henri-Joséphe Gisquet, va tornar a reincorporar-lo al càrrec.
El 1830, després de l'abdicació de Carles X i l'ascens al tron de Lluís Felip I de França, es va produir un repunt de la inseguretat i la delinqüència, amb el consegüent augment del treball policial. L'aparició d'una epidèmia de còlera va provocar una ona d'aldarulls el 5 de juny, i l'arrest de dotzenes d'insurgents per part de la Sûreté.
Alguns sectors de la policia no n'aprovaven els mètodes i van començar a aflorar rivalitats i enfrontaments. El 1832 va ser forçat a dimitir després de l'acusació d'haver instigat un crim, a través d'un mitjancer, a fi d'obtenir el mèrit de resoldre'l. Segons el llibre de Samuel Edwards, The Vidocq Dossier, les normes de la policia prohibien reclutar antics convictes.
Vidocq va obrir llavors una impremta on va tornar a donar feina a antics criminals. El primer llibre que va intentar publicar va ser la seva autobiografia. Vidocq va comptar mab L. F. L'Héritier de l'Ain perquè l'ajudés a escriure-la. Això no obstant, molts historiadors consideren que L'Héritier es va prendre massa llibertats a l'hora de narrar els fets. De tota manera, el mateix Vidocq va semblar estar-hi d'acord en un primer moment, tot i que només va autoritzar els dos primers volums d'un total de quatre. Així i tot, la biografia va ser un èxit.
El 1833 va fundar la primera agència privada de detectius de la qual se'n té constància. Contractant exconvictes, va crear així l'«Oficina de perquisicions» (Li bureau donis renseignements), sofrint l'oposició de les forces oficials, que van tractar de tancar-la en nombroses ocasions. El 1842, la policia va arrestar Vidocq com a sospitós de detenció il·legal, així com d'haver robat els fons d'un cas de malversació que havia resolt. Va ser condemnat a cinc anys de presó i a una multa de 3.000 francs. No obstant això, va apel·lar i va aconseguir ser absolt.
En els seus últims anys, Vidocq va escriure diverses novel·les basant-se en les seves experiències al món dels criminals. Alguns historiadors creuen que el va ajudar el seu amic, Honoré de Balzac. Quan la seva dona, Fleuride, va morir el setembre de 1847, es va retirar i va tancar la seva agència, encara que ocasionalment treballaria per a la policia.
L'abril de 1857, Vidocq va patir una paràlisi que el va immobilitzar a la seva llar del districte de Marais, a París, i morí l'11 de maig de 1857. El seu funeral va tenir lloc l'endemà a l'església de Saint-Denis du Saint-Sacrement.

## Influència
A Vidocq se li atribueixen multitud d'avanços en el camp de la recerca criminal, introduint els estudis de balística, el registre i creació d'expedients amb les perquisicions dels casos, o la pròpia criminologia. Va ser el primer a utilitzar motlles per recollir petjades de l'escena del crim. Les seves tècniques antropomètriques tindrien gran repercussió.
Es pensa que Edgar Allan Poe es va inspirar en ell per crear al detectiu C. Auguste Dupin, el 1841. També seria la inspiració de Émile Gaboriau a l'hora de crear el personatge del detectiu Monsieur Lecoq, un investigador caracteritzat pel seu constant ús del mètode científic. De nou, seria el referent de Jacques Collin (Vautrin), un personatge recurrent en multitud de novel·les de Balzac.
En L'enigma de París de Pablo de Santis, el personatge de Darbon posseeix una col·lecció de la biografia de Vidocq. Es poden atribuir trets de Vidocq a aquest personatge.
Respecte als miserables, Victor Hugo va confessar que s'havia inspirat en Vidocq per crear als dos personatges principals, Jean Valjean i l'inspector Javert.